# Varadero (Cuba)
 (février 2022).
Pour les articles homonymes, voir Varadero.
Varadero, aussi appelée Playa Azul, est un centre urbain de la province de Matanzas, à Cuba, qui fait partie de la municipalité de Cárdenas. Située sur la côte nord de Cuba, Varadero est une station balnéaire populaire, l'une des plus grandes dans les Caraïbes, essentiellement fréquentée par des touristes canadiens et européens.

## Géographie

### Situation
Varadero est située sur la péninsule de Hicacos, à 140 kilomètres à l'est de La Havane, à l'extrémité orientale de l'autoroute Via Blanca. La péninsule ne fait que 1 200 mètres à son point le plus large et est séparée de l'île de Cuba par le canal de Kawama. Elle est reliée à l'île par un pont à bascule. Ce morceau de terre s'étend de l'île vers le nord-est, et son extrémité, Punta Hicacos, est le point le plus septentrional de l'île de Cuba et le plus proche des États-Unis. À l'extrémité nord de la péninsule se trouve une réserve naturelle avec des forêts vierges et des plages.
L'aéroport Juan-Gualberto-Gómez se trouve également sur la péninsule.

### Climat
Varadero, comme quasiment tout Cuba, bénéficie d'un climat tropical. Les températures moyennes vont de 22 °C en janvier et février jusqu'à 28 °C en août. Le thermomètre descend rarement au-dessous de 10 °C. Les précipitations sont les plus intenses en juin et en octobre, et les moins fortes de décembre à avril. Le total annuel moyen est de 1 200 mm. Les ouragans qui frappent régulièrement l'île touchent généralement la côte sud si bien que les destructions à Varadero sont souvent moins importantes que dans d'autres parties du pays.
| Mois                              | jan. | fév.  | mars  | avril | mai   | juin   | jui.   | août  | sep.   | oct.   | nov. | déc.  | année    |
| --------------------------------- | ---- | ----- | ----- | ----- | ----- | ------ | ------ | ----- | ------ | ------ | ---- | ----- | -------- |
| Température minimale moyenne (°C) | 18   | 18    | 19    | 21    | 22    | 23     | 23     | 24    | 23     | 23     | 21   | 19    | 21,16    |
| Température maximale moyenne (°C) | 26   | 26    | 27    | 28    | 29    | 30     | 31     | 31    | 31     | 29     | 27   | 26    | 28,42    |
| Précipitations (mm)               | 63,5 | 68,58 | 45,72 | 53,34 | 99,06 | 182,88 | 106,68 | 99,06 | 144,78 | 180,34 | 88,9 | 58,42 | 1 191,26 |

## Histoire

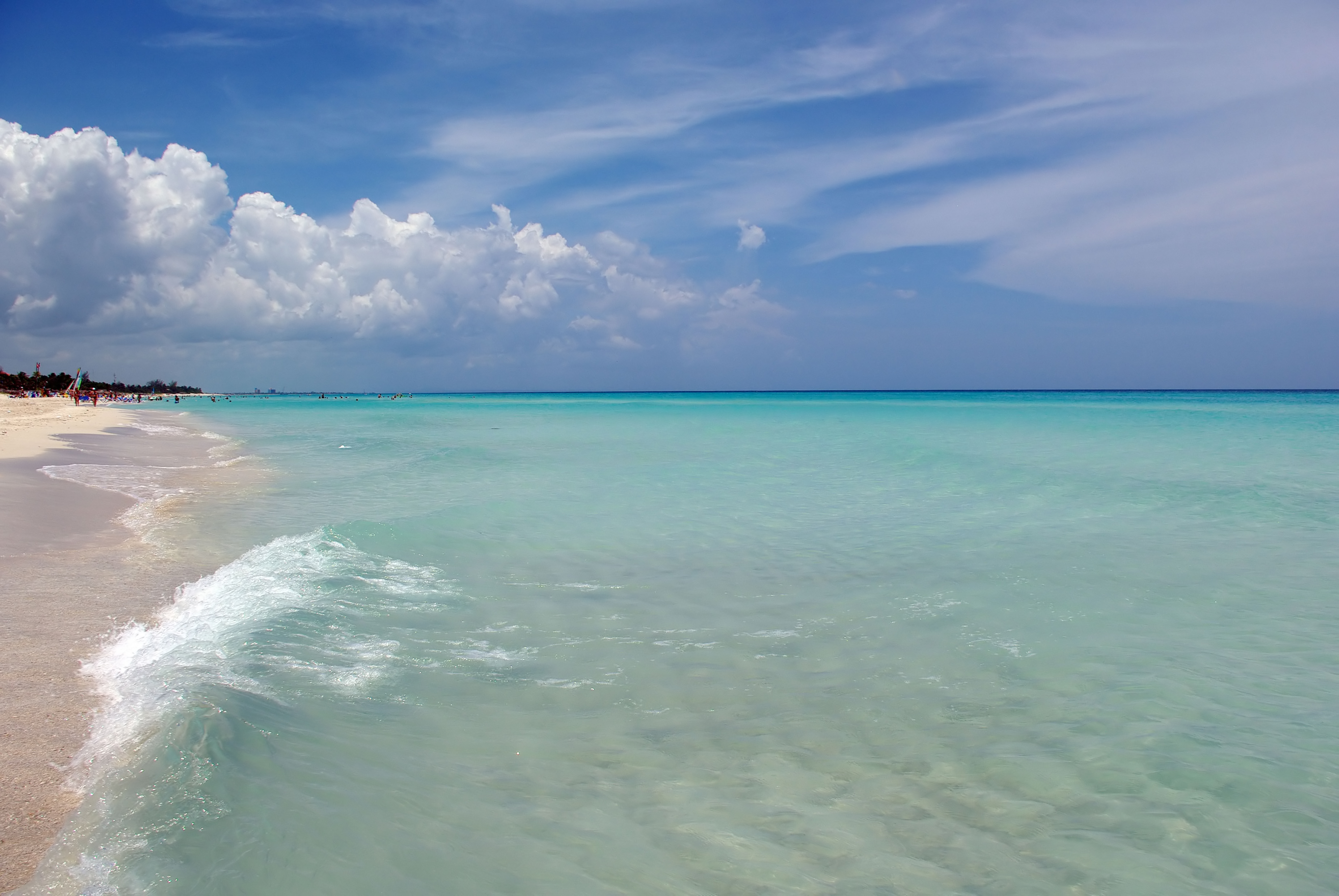
La plage

Varadero est d'abord et avant tout une destination touristique, avec un million de visiteurs par an, et possède  20 kilomètres de plages de sable blanc. Les premiers touristes commencèrent à fréquenter Varadero dès les années 1870 et elle fut considérée pendant des années comme une destination d'élite. Le tourisme se développa dans les années 1930 lorsque Irénée Dupont de Nemours (en), un milliardaire américain, y fit construire un domaine. Toutefois, après la révolution cubaine, en 1959, la plage fut ouverte au peuple cubain et tous les riches propriétaires furent expropriés.
Dans le but de développer le tourisme à Cuba à partir des années 1990, le président cubain Fidel Castro lança un réaménagement du site. Des hôtels furent alors construits à Varadero, puis finalement dans presque toute l'île, à l'aide de capitaux étrangers, après la dépénalisation du dollar américain. Varadero cesse d'être une plage presque sauvage réservée à la population cubaine pour devenir une zone exclusive de tourisme étranger à laquelle le citoyen cubain n'a plus accès, sauf dans certaines zones restreintes.

## Tourisme

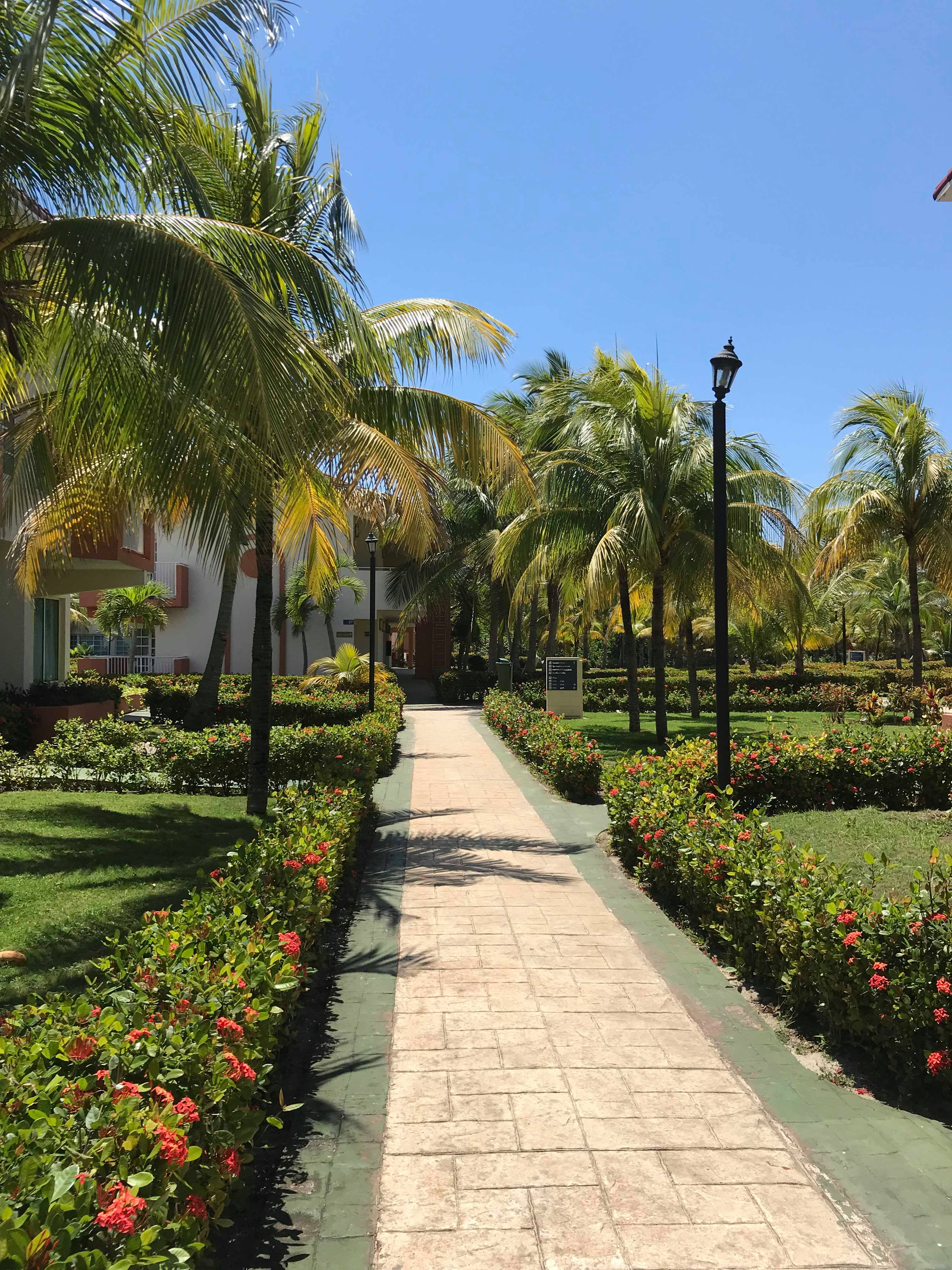
Palmier à Varadero

Varadero est surtout visité par des touristes européens et canadiens. Le nombre de touristes américains visitant Varadero, quoiqu'en augmentation, est limité par les strictes restrictions interdisant aux citoyens américains de se rendre directement à Cuba depuis les États-Unis. L'aéroport Juan Gualberto Gómez de Varadero est le deuxième aéroport en importance sur l'île de Cuba après l'Aéroport International José Martí à La Havane.

### Parque Josone
Le Parque Josone, complètement emmuré, fut construit en 1942 par José et Onelia (d’où son nom, par contraction), un couple richissime qui installa sa propriété sur un terrain vendu par Dupont de Nemours.

### Mansion Xanadu (ou Casa Dupont) – Golf de Varadero
C’est Irénée Dupont de Nemours (en) qui, vers 1930, fut à l’origine de la création de Varadero, Sa maison (Mansion Xanadu) reste le témoignage de cette époque.